# Buglossoides minima
Buglossoides minima là loài thực vật có hoa trong họ Mồ hôi. Loài này được (Moris) R.Fern. mô tả khoa học đầu tiên năm 1971.